# A századik majom hatás
A századik majom hatás egy áltudományos elmélet, amely japán tudósok kutatási eredményeit eltorzítva és kiszínezve városi legendává vált. Az elmélet szerint, ha egy fajban egy tanult viselkedési mintát az egyedek egy bizonyos hányada (az ún. kritikus tömeg) elsajátítja, akkor a viselkedési minta hirtelen az összes egyed tudatába bekerül.

## A történet
A történet először Lawrence Blair Rhythms of vision című könyvének előszavában bukkan fel 1975-ben, majd 1979-ben Lyall Watson írja le ismét Lifetide című könyvében. A történet Ken Keyes A századik majom című könyvének 1982-es megjelenése óta széles körben elterjedt, számos New Age-irányzatban rendkívül népszerűvé vált. Néhány tudós is hivatkozott az "elméletre", Rupert Sheldrake pl. az általa javasolt morfogenetikus mező elméletének igazolását látta benne.
Watson arról számolt be, hogy 1952-ben (meg nem nevezett) tudósok a Japánhoz tartozó Kosima szigeten végeztek megfigyeléseket egy helyi makákó populáción. A kutatók a majmokat édesburgonyával etették, és arra lettek figyelmesek, hogy az egyik majom rájött, hogy hogyan kell a burgonyát a vízben megmosni a társai pedig utánzással sorra eltanulták tőle. Amikor 1958-ban "nem pontosan meghatározott számú majom" (amelyet Watson 100-nak feltételezett) szert tett erre a képességre, hirtelen ugrásszerűen megnőtt a viselkedést mutató majmok száma, nem csak a Kosima szigeten, hanem az összes környező szigeten található populációkban is. Watson szerint "a kutatók máig nem tudják pontosan, hogy mi történhetett". A Science Digest 1981-ben már úgy számol be a jelenségről, mint egy olyan rejtély, "ami már egy negyed század óta zavarba ejti a tudósokat". Watson azt a magyarázatot adta a jelenségre, hogy a viselkedési mintázat valamiféle paranormális úton átkerült a többi makákó tudatába is.

## Az eredeti kutatás
Az eredeti kutatást végző tudósok által publikált eredmények a fenti történetet, és az abból levont következtetést semmilyen módon nem támasztják alá. A kutatásban részt vett többek között Kinji Imanishi, Masao Kawai, és Kawamura Syuzo is, akik számos cikket publikáltak a témában. Megfigyeléseiket 1952-ben kezdték, egy mindössze 20 fős makákó csoporton. A majmokat valóban édesburgonyával etették, és azt figyelték meg, hogy az Imo névre hallgató majom rájött, hogy miképpen lehet megmosni a burgonyát a vízben. Ezt követően először a csoport fiatalabb tagjai, és néhány felnőtt egyed voltak képesek utánzással eltanulni tőle a technikát, az idősebb egyedek azonban képtelenek voltak erre.
Megfigyeléseiket 10 éven keresztül, 1962-ig végezték. A megfigyelt időszakot Kawai két periódusra osztotta. Az elsőben, amely 1952-től 1958-ig tartott, a viselkedési mintázatot az 1-2,5 éves egyedek voltak leginkább képesek megtanulni, e fölött a korral csökkent a tanulásra való hajlandóság. A négyévesnél idősebb hímek nem voltak képesek elsajátítani a viselkedést, míg a nőstények közül néhány idősebb is megtanulta. Kawai a nemek közti különbséget a csoporton belüli szociális hellyel magyarázta: a négyévesnél idősebb hímek alig kerülnek kapcsolatba a fiatalokkal és nőstényekkel, így kisebb az esélyük a viselkedés eltanulására, mint az azonos korú nőstényeké. Az első periódusban tehát a viselkedési mintázat a könnyebben tanuló fiatalabb egyedek között terjedt, az idősebbek tőlük tanulták el.
A második periódus 1959-től 1962-ig tartott. Az ebben az időszakban született majmok a burgonyamosó viselkedést már kiskoruktól fogva látták szüleiktől (akik az első periódusban tanulták meg), így szinte kivétel nélkül képesek voltak elsajátítani azt. Ebben az időszakban valóban megfigyelhető egy növekedés a viselkedést mutató egyedek arányában, ennek oka azonban az, hogy az újszülöttek ekkor már fiatalon, így sokkal nagyobb arányban képesek voltak elsajátítani azt.

## Az elmélet kritikája
Watson elméletét a saját maga által hivatkozott források, vagyis a kutatásról szóló jelentések, már önmagukban cáfolják.
Bár japán kutatók valóban megfigyelték, hogy miképpen terjedt el a burgonyamosó viselkedés a japán makákó populációiban, nem figyeltek meg paranormális jelenséget. A tudósok a Kosima szigeten kezdetben egy 20 majomból álló csoportot figyeltek meg 1962-re a csoport létszáma 59-re nőtt, tehát a 10 éves kutatás során soha nem került még csak 100 közelébe sem az egyedszám.
Watson állításával ellentétben pontosan meghatározható, hogy hány majom tanulta meg a viselkedési mintázatot. A valóságban a kutatócsoport már 1949-től kezdve folyamatosan dokumentálta a csoport létszámát, minden majomnak külön nevet adtak, feljegyezték a csoporton belüli rokonsági és hierarchikus viszonyokat, és azt is, hogy melyik majom és mikor tanulta meg a burgonya mosást (egyébként két másik viselkedési minta terjedését is feljegyezték). Semmiféle rejtélyes, hirtelen növekedésről nem számoltak be. 1958-ban a 11, hét évnél idősebb majom közül (tehát azok közül, akik a burgonyamosás felfedezése előtt születtek) összesen 2 tudott burgonyát mosni, míg a 19 darab 2 és 7 év közötti majom közül 15 elsajátította a technikát. Vagyis a teljes 30 főnyi felnőtt populációból 17 egyedre volt jellemző. 1962-re ez a szám 36-ra nőtt, ám e közben a felnőttek száma ugyanennyivel növekedett meg: ekkor 49 felnőtt egyed volt a populációban.
A kutatók, mint fentebb is láthattuk valóban két részre osztották a megfigyelési időszakot, és 1958-59-ben tényleg történt egy változás a viselkedési mintázat terjedésében. Kawai azonban Watson állításával ellentétben éppen arról számolt be, hogy 1958 után a terjedés már a normális, megszokott módon folyt: a kismajmok ekkor már szüleiktől vagy idősebb testvéreiktől tanulták meg a burgonya mosását. Az ilyen módon való tanulás általánosan elterjedt az állatvilágban. Az első periódus ellenben éppen azért volt szokatlan, mert ebben az időszakban a még alkalmazkodóképes fiatalok kitaláltak és elsajátítottak egy új viselkedési mintát, és azt ők tanították meg az idősebb majmoknak. Hirtelen változásról szó sem volt, 1958-ban összesen 2 majom sajátította el a viselkedést, ez kevesebb, mint az átlagosan megfigyelt évi 3 egyedes növekedés.
Az sem igaz, hogy a kutatók féltek publikálni az eredményeiket: 1963 és 67 között legalább 5 cikket közöltek a témában, részletes dokumentációval.
Watson azt írta, hogy a századik majommal a környező kolóniák egyszerre spontán elsajátították a burgonyamosó viselkedést. Az igaz, hogy a viselkedés más szigeteken is megjelent, ám korántsem az összes populációban, és Watson állításaival ellentétben nem is teljes kolóniákban, csak néhány egyednél figyelték meg. 1962-re 5 környező szigeten dokumentáltak burgonyamosó viselkedést. Erre a kutatók két magyarázatot adtak. Egyrészt az eredeti szigeten a majmok az etetés kezdete után hamar felfedezték a technikát, és nincs semmi okunk feltételezni, hogy a többi sziget majmai rosszabb kognitív képességekkel rendelkeztek volna. Kawai azt is jelentette, hogy az egyik mosó majom (név szerint Jugo) 1960-ban átúszott a szomszédos szigetre, ahonnan ez után szintén jelentették a burgonyamosó viselkedést. Watson írásában (sok egyéb között) ezt is figyelmen kívül hagyta.
Mindezek ellenére az elmélet széles körben elterjedtté vált, számos New Age és ezoterikus irányzat hivatkozik rá.